# Феле Мартінес
Феле Мартінес, (ісп. Fele Martínez, 22 лютого 1974) — іспанський актор.

## Біографія
Феле Мартінес народився 22 лютого 1974 року в Аліканте. Закінчив Вищу королівську школу драматичного мистецтва. Феле працює в театрі та бере участь у кінематографічних проектах.

## Вибіркова фільмографія
- «Поговори з нею» (2002)
- «Погане виховання» (2004)
- «Незадоволена сексуальна напруга» (2010)
- «Про що говорять незнайомці» (2023)